# Guards and Parachute Division
Die Guards and Parachute Division (englisch; deutsch „Garde- und Fallschirmdivision“) ist als „Division of Infantry“ (Division aus Infanterie) ein administrativer Verband des britischen Heers, der 2022 aus der Guards Division und dem Parachute Regiment geformt wurde. Sie ist vornehmlich für Rekrutierung, Ausbildung und Verwaltung von Fußgarden und Fallschirmjägern zuständig. Die ihr angehörenden (Teil-)Einheiten sind operativ verschiedenen gemischten oder spezialisierten Brigaden unterstellt.

## Geschichte
Während die meisten Einheiten des britischen Heers einem Truppengattungs-Korps oder -Regiment angehören, wurden und sind die Einheiten der Infanterie in administrative Verbände aufgeteilt, die zwar „Division of Infantry“ betitelt wurden (Division aus Infanterie; nicht mit Infanteriedivision verwechseln!), aber anders als operative Divisionen ortsfest in einem Depot vor allem für Rekrutierung und Ausbildung in definierten Landesteilen zuständig sind.
Wie die operativen Verbände sind auch die administrativen Verbände Reformen und Umstrukturierungen unterworfen. So entstand am 30. September 2022 aus „Guards Division“, „King's Division“, „Queen's Division“ und „Scottish, Welsh and Irish Division“ sowie den bis dahin administrativ eigenständigen Jägerregimentern (Parachute, Rifles, Gurkha Rifles) die
- „Guards and Parachute Division“ (Garde- und Fallschirmdivision) – Fußgarderegimenter und Fallschirmjägerregiment
- Union Division (Unionsdivision) – vorwiegend schottische, walisische und (Nord-)irische Regimenter
- Queen’s  Division (Division der Königin) – vorwiegend englische Regimenter
- Light Division (Leichte Division) – The Rifles und The Royal Gurkha Rifles.

Jeder Division ist auch ein Bataillon des Rangerregiments als primäres Ziel für Aspiranten aus der jeweiligen Division zugewiesen.

## Einheiten
- Grenadier Guards
  - 1st Battalion
  - Nijmegen Company (inkrementelle Kompanie des 2. Bataillons)
- Coldstream Guards
  - 1st Battalion
  - No. 7 Company (inkrementelle Kompanie des 2. Bataillons)
- Scots Guards
  - 1st Battalion
  - F Company (inkrementelle Kompanie des 2. Bataillons)
- Irish Guards
  - 1st Battalion
  - No. 9 Company (inkrementelle Kompanie des 2. Bataillons)
  - No. 12 Company (inkrementelle Kompanie des 2. Bataillons)
- Welsh Guards
  - 1st Battalion
- London Guards (Army Reserve)
  - 1st Battalion
    - Ypres Company (Grenadier Guards)
    - No 17 Company (Coldstream Guards)
    - G (Messines) Company (Scots Guards)
    - No 15 (Loos) Company (Irish Guards)
- Parachute Regiment
  - 2nd Battalion
  - 3rd Battalion
  - 4th Battalion (Army Reserve)
- Ranger Regiment
  - 1st Battalion

### Aufgabenbeschreibung
Obwohl die Gardeeinheiten in der öffentlichen Wahrnehmung vornehmlich mit repräsantivem Wachdienst, Ehrenformationen und der königlichen Geburtstagsparade assoziiert werden, sind sie auch vollwertige Infanteriebataillone in diversen Rollen (leicht, mechanisiert, gepanzert, Luftsturm, Sicherheitskräfteassistenz).
Inkrementelle Kompanien sind sowohl Stellvertreter ihrer ansonsten inaktiven Bataillone (suspended animation) als auch Grundstock für deren Reaktivierung. Sie werden hauptsächlich im repräsentativen Wachdienst und als Ehrenformation eingesetzt (public duty and state ceremonial).
Die beiden inkrementellen Kompanien der Irish Guards sind eigentlich die bei der Umwandlung des 1. Bataillons zu einer Security Force Assistance-Einheit überzähligen Truppen, da SFA-Bataillone bei rund 250 Planstellen nur die ungefähr halbe Personalstärke eines regulären Bataillons haben. Deswegen wurden zwei Kompanien im dafür reaktiviertem 2. Bataillon "geparkt".
Die London Guards haben keinen Regimentsstatus. Jede ihrer Kompanien ist fest einem der Garderegimenter zugeordnet, sodass im Bedarfsfall die Soldaten dem jeweiligen Bataillon überstellt werden. In Einheiten der Army Reserve dienen die Soldaten nebenberuflich in Teilzeit.
Das Parachute Regiment hat auch noch ein 1. Bataillon, das – obwohl aus Soldaten des Regiments bestehend – als Spezialeinheit nicht mehr zur Infanterie zählt. Die Bataillone des Rangerregiments haben nur eine Sollstärke von je rund 250 Soldaten.